# قائمة مؤلفات المنصف المرزوقي
يعتبر محمد المنصف المرزوقي مفكرا وسياسيا وأحد المعارضين السابقين لنظام زين العابدين بن علي، ومدافعا عن حقوق الإنسان، وأحد منظري ثورات الربيع العربي قبل قيامه إلى جانب العديد من الوجوه البارزة، خصوصا في السنوات الأخيرة من المنفى السياسي، وأحد وجوه الربيع العربي البارزة، فهو أول رئيس في العالم العربي يأتي إلى سدة الحكم ديمقراطيا ويرحل ديمقراطيا بعد انتهاء مدة ولايته اتصل هاتفيا بمنافسه وهنئه بفوزه في الانتخابات الرئاسية. في حدث نادر في تاريخ المسار الديمقراطي العربي. وكأنه يجمع بين النظرية والفعل، النظرية (ماهو فكري عند المرزوقي أثناء حقبة المعارضة)، والفعل بماهو تجريبي أثناء تواجده في دواليب الدولة وسدة الحكم.

ساهم المرزوقي في إغناء الخزانة الفكرية التونسية والعربية، من خلال إنتاج غزير ومتنوع بين فن المقالة إلى التأليف في مختلف الميادين، المهنية والفكرية. وأكثر ما يميزها هو بعدها الإنساني والتركيز على الحقوق وأوضاع وقضايا الإنسان العربي المعاصر. ظلت فاعلة في مدار الكفاح والدفاع عن مفهوم الحريات والتقدم المدني وحقوق الفرد على مستوى القطر التونسي والوطن العربي ككل.

## الإنتاج الفكري عند المرزوقي

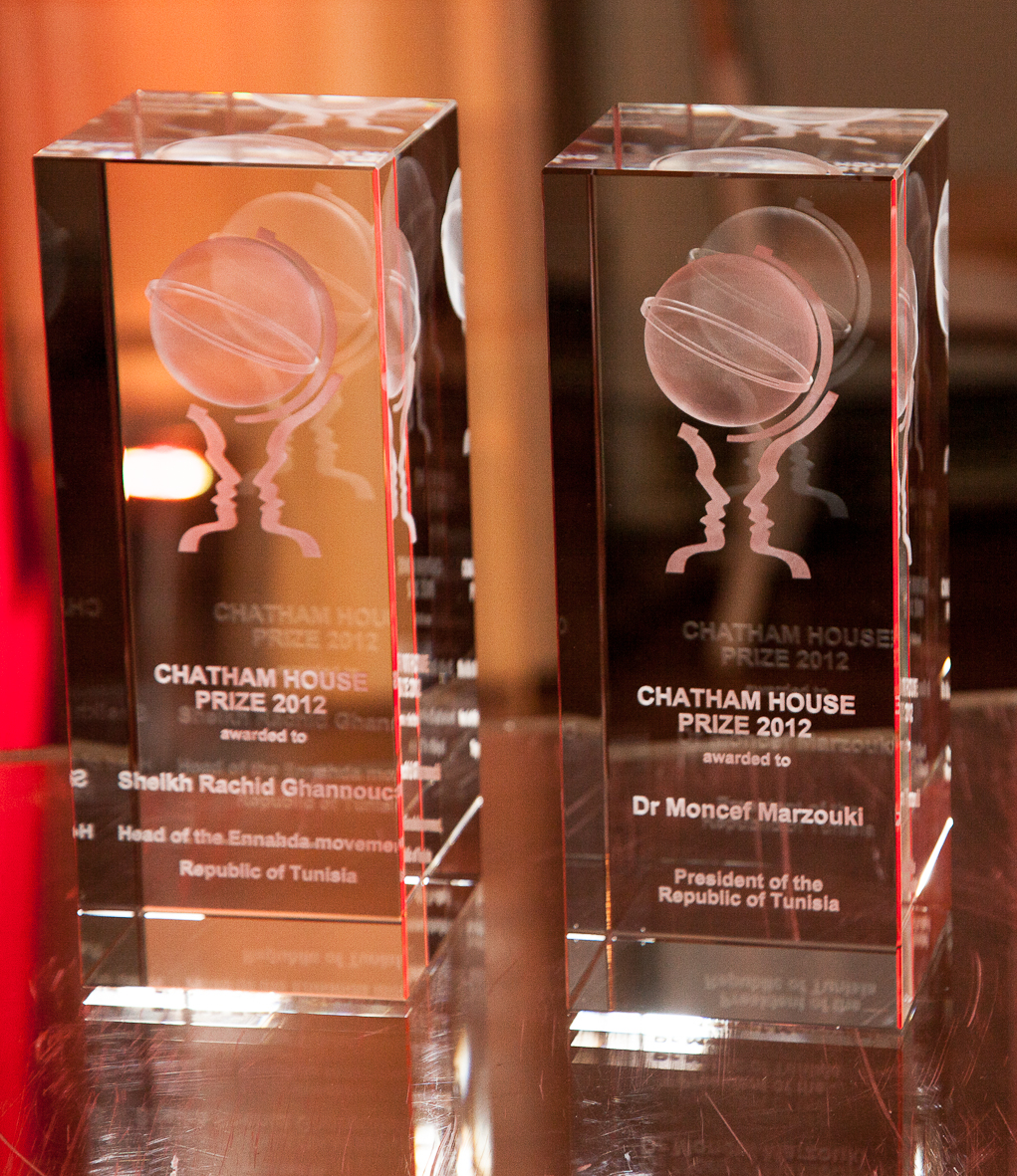
صورة سنة 2012 لجائزة شاثام هاوس لمحمد المنصف المرزوقي رئيس الجمهورية التونسية، وراشد الغنوشي رئيس حزب حركة النهضة التونسي.

وكما هو الحال في الحياة المهنية، فلم يكتف المرزوقي بالتطبيب داخل عيادة أنيقة كالتي يمتلكها أغلب زملائه، وكما هو الحال في السياسة عند المروزوقي كذلك، فلم يعمل على أن يصبح نائبا برلمانيا كمقدمة للحلم بوزارة، وبقي في شق المعارضة الرافضة للتعامل مع نظام بن علي الذي استبد بمنظومة الحكم الفردي على طوال 23 سنة ونيف. وقد آثر أن يكون معارضا لممارسات بن علي في انتهاك حقوق الإنسان بتونس. وكذلك هو الشأن للكتابة عند المرزوقي فهي لم تتموقع في زاوية واحدة، بل امتدت إلى ماهو فكري سياسي مهني أدبي.. إلى أدب الرحلة ثم إلى فن المقالة والسيرة الذاتية، أغنت الخزانة السياسية والفكرية والأدبية التونسية والمغاربية والعربية ككل، إلا أن صلة الوصل بين هذه الإنتاجات عند المرزوقي هو الإنسان والكرامة، مع تركيزه على قضايا الإنسان العربي المعاصر والحرية وحقوق الإنسان.
المنصف المرزوقي كظاهرة ثقافية تقدم مشروعاً فكرياً جديداً توافقت فيه الفكرة (النظرية) مع التجربة، التجربة على أرضية المعارضة المنفية أو المقموعة ثم التجرية على دواليب الحكومة.
مسار ذو رسالة في سجل الكفاح التحريري للإنسان العربي، في برنامج تشكّل أو صناعة الوعي العربي الجديد، وعي يعيش حالة مخاض مصيري وكبير بين الانتكاسة والطموح.

### التعتيم والمنع
دخل المرزوقي إلى عالم الكتابة منذ ثمانينات القرن الماضي، من خلال مؤلفات ومقالات مختلفة في منابر صحفية وإعلامية عديدة.
وقد خضع للاستجواب أكثر من مرة، والإحالة إلى المحاكم بسبب كتاباته ومنشوراته، كواقعة المحاكمة التي تعرّض لها بإيعاز من ديكتاتورية بن علي في ثمانينات القرن العشرين بسبب كتابه «دع وطني يستيقظ». حيث تمت مصادرة الكتاب.
وانتهت هذه المواحهة غير المتكافئة (ماديا) مع نظام بن علي، إلى حل القسم الذي أشرف عليه المرزوقي في كلية طب سوسة في تونس، والتعرض إلى الطرد النهائي من كلية الطب عام 2000. بل وانتهى هذا الخيار التحرري، الذي يضخ في الفكر العربي المعاصر جرعات من الحرية، بضريبة التعرض للسجن. وقد أدت حملة قادها نشطاء حقوقيون آنذاك شارك فيها نلسون مانديلا لإطلاق سراحه.

## الحصيلة الدراسية
حاصل على الدكتوراه في طب الأطفال.

## التجربة العملية
- ككاتب ومفكر له أكثر من عشرين مؤلف.[8]
- طبيب أطفال، حصل عام 1982 على جائزة المغرب العربي في الطب لأبحاثه عن الإصابات الدماغية عند الأطفال المعاقين وسبل الوقاية منها.[8]
- حصل عام 1989 على جائزة المؤتمر الطبي العربي لكتابه «المدخل إلى الطب المندمج»[8][9]
- 1989: جائزة المعهد الفرنسي للصحة.[9]
- 1981: جائزة المؤتمر المغاربي للطب.[10]

## جوائز ذات علاقة بالمجال الفكري
- 2014 اختير من قبل المنتدى المغاربي التابع لمركز مدى للدراسات والأبحاث الإنسانية كأفضل شخصية مغاربية لعام 2013، لاعترافه بحقوق المواطنة المغاربية.[11][12]
- 2013 حصل على الدكتوراه الشرفية من جامعة تسوكوبا اليابانية.[11]
- 2013 من بين أكثر 100 شخصية مؤثرة في العالم في تحقيق من قبل مجلة التايم الأمريكية.[13]
- 2012 و2013 صنف من بين أفضل 100 مفكر عالمي سنتين على التوالي من قبل مجلة فورين بوليسي الأمريكية، محتلا المرتبة الثانية في كلّ منهما.
- 2012:جائزة شاثام هاوس: من قبل المعهد الملكي للشؤون الدولية في بريطانيا.
- 2001:جائزة هامت هلمان للكتاب المضطهدين من قبل هيومن رايتس ووتش.[10]
- 1996: جائزة رجال العلم الذين تميزوا بنضالهم من أجل حقوق الإنسان.[10]

## قائمة المؤلفات
وقد صدرت لمحمد المنصف المرزوقي مجموعة من المؤلفات المتنوعة بين الفكر والسياسة والطب والأدب، منها:
| السنة | عنوان الكتاب                                                     | دار النشر                                             | الموضوع | ملاحظات                                                                            |
| ----- | ---------------------------------------------------------------- | ----------------------------------------------------- | --- | ---------------------------------------------------------------------------------- |
| 2014  | «ننتصر... أو ننتصر، من أجل الربيع العربي»                        | الدار المتوسطية للنشر، تونس                           | الفلسفة السياسية، حقوق الإنسان، ديمقراطية، الربيع العربي | بالعربية                                                                           |
| 2013  | الكتاب الأسود                                                    | رئاسة الجمهورية التونسية، إدارة الإعلام والتواصل      | حقائق سياسية، وثيقة للتاريخ | بالعربية مع نسخة باللغة الفرنسية                                                   |
| 2013  | «ابتكار ديمقراطية: دروس التجربة التونسية»                        | La Découverte، باريس                                  | حقوق الإنسان، ديمقراطية، الربيع العربي، فلسفة السياسة | بالفرنسية.                                                                         |
| 2011  | «إنها الثورة يا مولاي»                                           | الدار المتوسطية للنشر، تونس                           | حقوق الإنسان، ديمقراطية، الربيع العربي الفلسفة السياسية | بالعربية                                                                           |
| 2010  | «الرحلة - مذكرات آدمي (الطبعة الثانية)»                          | دار الأهالي، دمشق                                     | الأدب السياسي، حقوق الإنسان، ديمقراطية، الربيع العربي | بالعربية                                                                           |
| 2009  | «ديكتاتوريون مع وقف التنفيذ: طريق ديمقراطي للعالم العربي (كتاب)» | منشورات أتولييه، باريس 2011                           | الكتاب عبارة عن حوار صحفي مطوّل أجراه معه الصحافي والباحث الفرنسي فانسون جيسيه، سنتين قبل ثورة 17 ديسمبر. حول الديمقراطية وحقوق الإنسان ومعالم نظام ديمقراطي عربي جدبد.                                             | بالفرنسية                                                                          |
| 2006  | «حتى يكون للأمة مكان في هذا الزمان»                              | دار الأهالي للنشر، دمشق                               | سياسة، حقوق الإنسان، ديمقراطية، إستراتيجيا | بالعربية                                                                           |
| 2004  | «الألم العربي»                                                   | Harmattan، باريس                                      | سياسة، حقوق الإنسان، ديمقراطية، إستراتيجيا | بالفرنسية                                                                          |
| 2004  | «عن أية ديمقراطية يتحدّثون؟»                                      | دار الأهالي للنشر، دمشق                               | سياسة، حقوق الإنسان، ديمقراطية، إستراتيجيا | العربية                                                                            |
| 2004  | «المشاكل الصحية الكبرى للنساء في العالم العربي»                  | مؤسسة البحث العلمي –الدار التونسية للنشر              | الصحة، المرأة في المجتمعات العربية، الصحة في العالم العربي | بالعربية                                                                           |
| 2003  | «الإنسان الحرام قراءة في الإعلان العالمي لتحقيق الإنسان (كتاب)»  | دار الأهالي، دمشق                                     | حقوق الإنسان | العربية                                                                            |
| 2003  | «من الخراب إلى التأسيس»                                          | المركز المغاربي للبحوث والترجمة                       | الدولة الجملكية- الاستبداد- الحرية - المواطن- الصحافة- الديمقراطية- الأنظمة - حقوق الإنسان- الشعب- القضاء- الواقع السياسي والانهيار العربي– الظلم – التنوير والتحريض...                                            | العربية                                                                            |
| 2002  | «الرحلة - مذكرات آدمي (الطبعة الأولى)»                           | دار الأهالي، دمشق                                     | الأدب السياسي، حقوق الإنسان، ديمقراطية، الربيع العربي | العربية                                                                            |
| 2001  | «هل نحن أهل للديمقراطية؟»                                        | "الأهالي – أوراب"                                     | الوضع الراهن للعالم العربي، حقوق الإنسان، ديمقراطية، الربيع العربي فلسفة السياسة | بالعربية                                                                           |
| 1996  | «الإستقلال الثاني»                                               | دار الكنوز الأدبية                                    | الإستقلال، سياسة، حقوق الإنسان، ديمقراطية، إستراتيجيا دول الجنوب، العالم العربي | العربية                                                                            |
| 1996  | «حقوق الإنسان... الرؤيا الجديدة»                                 | مركز القاهرة لدراسات حقوق الإنسان، القاهرة            | حقوق الإنسان | العربية                                                                            |
| 1995  | «المدخل إلى الطب المندمج» (3 أجزاء)                              | الدار التونسية للنشر ومؤسسة البحث العلمي              | الطب | العربية                                                                            |
| 1990  | «في سجن العقل»                                                   | أقواس، تونس                                           | "لقد حذرت من التقوقع على أي نظرية فالمهم دوما أن نبني إطارا نظريا نجربه في الواقع وعندما تتبين نواقصه نعود له بالتحسين أو حتى بالتجديد الجذري وباستمرار عملا بالقول المأثور” تتناهي النصوص ولا تتناهى أحوال الناس" | العربية                                                                            |
| 1990  | «الموت المروض: الطبيب والموت»                                    | Méridien، مونتريال                                    | تأملات | بالفرنسية.                                                                         |
| 1987  | «..Arabes si vous parliez_ العرب، لو تكلمتم..»                   | Lieu commun، باريس                                    | ثقافي، سياسي، إستراتيجي: العرب والعالم | بالفرنسية                                                                          |
| 1987  | «الزهري»                                                         | الدار التونسية للنشر                                  | صحة جنسية | من سلسلة «إنتصارات الطبّ».                                                          |
| 1987  | «نمو طفلك الجسمي والحركي»                                        | الدار التونسية للنشر                                  | الصحة، صحة الطفل | من سلسلة «إنتصارات الطبّ» بالعربية                                                  |
| 1986  | «دع وطني يستيقظ: في السياسة الأخرى»                              | دار النشر للمغرب العربي                               | سياسة، حقوق الإنسان، ديمقراطية، العالم العربي، إستراتيجيا | العربية                                                                            |
| 1986  | «دليل المربي في التثقيف الصحي»                                   | الدار الجزائرية للنشر                                 | صحة | العربية                                                                            |
| 1985  | «الدليل في التثقيف الصحي»                                        | الدار التونسية للنشر والمؤسسة الوطنية للكتاب، الجزائر | الصحة | متوفر بالعربية                                                                     |
| 1984  | «سلسلة كتب التثقيف الصحي»                                        | الدار العربية، تونس                                   | الصحة | متوفر بالعربية                                                                     |
| 1983  | «الطبيب والموت»                                                  | الدار التونسية للنشر، تونس                            | تأملات في مهنة الطب | متوفر بالعربية                                                                     |
| 1982  | «تاريخ الطب للأطفال»                                             | دار أليف للنشر، تونس                                  | الطفل، صحة الطفل، الصحة | متوفر بالعربية                                                                     |
| 1982  | «لماذا ستطأ الأقدام العربية أرض المريخ»                          | دار الرأي، تونس                                       | فلسفة سياسية، سياسة، حقوق الإنسان، ديمقراطية، إستراتيجيا |                                                                                    |
| 1979  | «الجسم الصلب: مقال في التجارب البشرية في الطب»                   | Alternatives، باريس                                   | طب | (بالفرنسية). في 1982، ترجم تحت عنوان «التجريب في الظل»، Jugar، مدريد (بالإسبانية). |

## وصلات خارجية
- الموقع الرسمي للمنصف المرزوقي
- تحميل عدة مؤلفات للمنصف المرزوقي على موقعه الرسمي
- مقالات المنصف المرزوقي في الجزيرة نت.
- المرزوقي في برنامج الاتجاه المعاكس على قناة الجزيرة حول الأنظمة العربية في 9 أبريل 2002.